# トルコライス

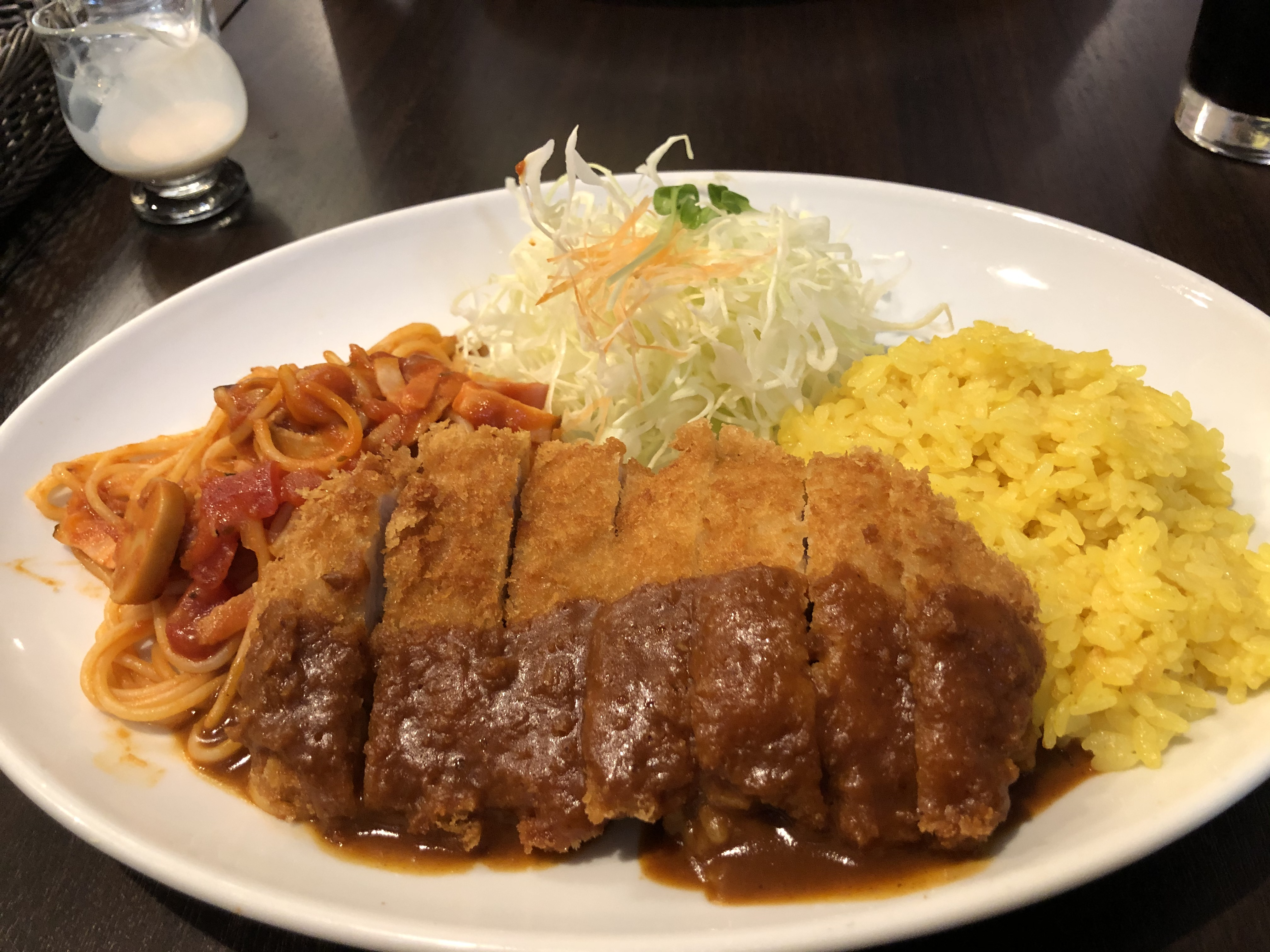
カフェ オリンピック（長崎市）のトルコライス

トルコライスは、長崎県、主に長崎市を中心としたご当地グルメで、一皿に多種のおかずが盛りつけられた洋風料理である。
また関西地方や横浜・川崎地区など、長崎以外の地域にも内容の異なるトルコライスが存在する。北海道の根室地方の郷土料理のエスカロップとも良く似ている。

## 長崎

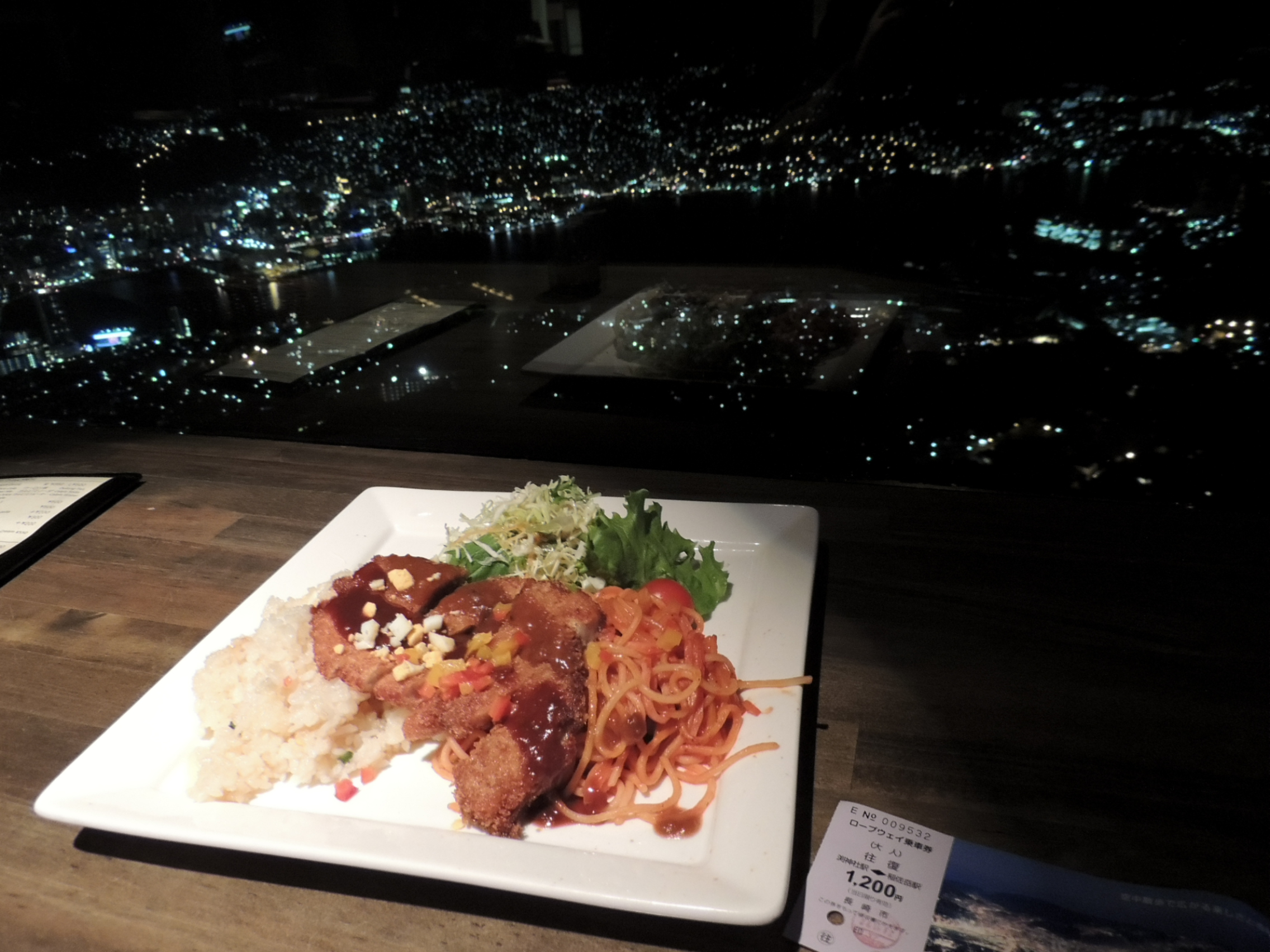
長崎のトルコライス。カツにデミグラスソースが掛かったもの

### 概要
豚カツ、ピラフ、スパゲティが一つの皿にの盛られている料理を基本とする。ピラフは当初、ドライカレー（カレーチャーハン、カレーピラフ）が主流だったともされ、あるいはチャーハンであることもある。また、スパゲティはナポリタンが主流で、上からデミグラスソースやカレーソースなどがかけられる。サラダも同じ皿に盛られるか、または別皿で提供されることもある。細部は店によって異なり、また一軒の店で複数の種類のトルコライスを提供する場合もある。「トルコ風ライス」として出している店もある。
一つの皿に複数の料理をのせることからお子様ランチにたとえられ、「大人版お子様ランチ」、「大人のお子様ランチ」などと形容されることがある。
1950年代に誕生したとされるが、名前の由来も含めて不明な点が多い。
1952年に生まれたさだまさしは3歳8か月から小学生時代にかけて長崎音楽院に通い、日曜の昼休みに外食するのが楽しみだったとしつつ、夕月のカレーとともにツル茶んのトルコライスは「滅多に食べられることはなかった」と記している。
かつて、長崎と同じタイプのトルコライスが県外で見られることはあまりなかった。うえやまとちの漫画『クッキングパパ』は1992年に掲載されたトルコライスを題材にした回で、長崎ではどこにでもある、博多にはないと登場人物が発言している。1999年には朝日新聞島根版で長崎出身の記者が「他県ではあまり見たことがない」と記していた。また2001年の朝日新聞大阪版では記者の長崎出身の知人が大阪のトルコライスに「スパゲティがついてない」と不満そうにしている様子が記されている。さだまさしと長崎県東京事務所はそれぞれ、東京に出てから長崎のトルコライスがないことを知ったと記している。
近年は長崎を紹介する旅番組でご当地グルメとして紹介されたり、前述の「クッキングパパ」や森田信吾『駅前の歩き方』のように料理・グルメ漫画で取り上げられるなどメディアへの露出も増加した。旅行ガイドの「るるぶ長崎」や「まっぷる長崎」では2010年代にはほぼ毎年のようにトルコライスが掲載されている。県外でも長崎出身の料理人が開いた店で提供されたり、トルコライスを知って店のメニューに加えたりされるようにもなった。また2003年頃からはセブン-イレブンなどのコンビニエンスストアで弁当として販売されるようにもなっている。長崎県東京事務所も2007年には東京でトルコライスを食べられる店を2軒、紹介している。
なお、かつて長崎にもバターライスの上にサワークリームで仕上げた牛肉、エビ、野菜がのるといった全く異なるタイプのトルコライスを提供する店も存在した。この店で提供されたトルコライスは、トルコの兵士に作って食べさせていたトルコ料理を先輩から伝授されたとしていた。

### トルコ料理との比較
料理名に「トルコ」と冠しているが、トルコ料理に同じものは存在しない。トルコは世俗主義ではあるもののイスラム圏であるため、豚肉食は忌避される。日本経済新聞の連載「偏食アカデミー」では、1997年の記事でトルコ料理店マネージャーの「トルコの人にとって豚肉は宗教上食べるのはおろか、見るのも嫌なものなんです」というコメントを掲載している。周達生は、塚口駅前のイタリア料理店にあったトルコライスの写真と大阪・東京・長崎の店のトルコライスを取り上げた朝日新聞記事を挙げて、豚カツを使った料理に「トルコ」の名前を付けていることが「許せない」「ケシカラン」「いただけない」と記した。またピラフとスパゲティを一つの皿に盛り合わせることもない。
一方、トルコではトケバブを皿に盛ったものがあるが、ピラフと肉・サラダの組み合わせを1枚の皿に盛る点でトルコライスに似る。「偏食アカデミー」では鈴木董から「トルコにはピラウ（ピラフ）の上に羊肉や豆の煮込み、野菜などをのせたものや、鳥肉に木の実、野菜、米を詰めたドルマという料理はあります」と紹介され、ピラウ料理の写真を掲載して比較している。また2001年の朝日新聞記事でも「スライスしたケバブを載せたピラフ」の写真を「本物のトルコ料理」として掲載、比較している。

### 発祥と由来

#### 植原一郎説
ビストロ・ボルドー店主の父・植原一郎は兵庫県姫路市の出身で外国船の船員をしていたが、戦後は神戸の米軍将校クラブ「シルバーダラ」に勤めた。クラブに出入りする日本人女性や従業員のために冷やご飯で焼き飯を作ったが、外国人が通うクラブのため焼き飯と言えず、トルコのピラウに似せたとして「トルコ風ライス」と呼んだ。実際にトルコのサフランピラフに似せようとサフランを用いたり、ターメリックを試したりもしたが、カレー粉になったともいう。トンカツやスパゲティはおかずを求められて付けたという。植原は妻の故郷である長崎に移ってレストランマルゼンのシェフ松原と知り合う。松原が入院して助っ人として入ったが、経営者から相談を受けた際にトルコ風ライスを紹介し、松原が退院して復帰した後に初めてメニューに載り、長崎に広まったとされる。
2004年の「リブながさき」が有力とした三つの説の一つ。長崎外国語大学の副学長、姫野順一が2019年6月6日「秘密のケンミンSHOW」で有力な二つの説の一つとして紹介した話は本説の将校クラブのくだりに沿っているが、料理を将校に出したとしている点に相違がある。
柏井寿は植原一郎をビストロ・ボルドーの先代シェフとしているが、ビストロ・ボルドーは1987年（昭和62年）に当代の店主、植原一が自ら開業した店である。伊丹由宇は既に廃業したレストラン金子の先代マスターの話として「神戸の将校クラブ」や「ピラウ」、「レストラン丸善」に触れて「最も具体的な理由を持っている」としたが、レストラン金子は店主が1983年に店を構え、2008年1月末に閉店した店である。

#### レストラントルコ説
レストラントルコで出していたメニューが店名からトルコライスと呼ばれ、他の店にも広がったとされる。喫茶店「ツル茶ん」がこの説を提唱しており、二代目店主がレストラントルコの開店特別メニューをヒントにしてメニューに加えたとしている。なお、レストラントルコは5年ほどで廃業したという。またレストラントルコのマッチが残っている。
2004年の「リブながさき」が有力とした三つの説の一つであり、姫野順一が「秘密のケンミンSHOW」で有力とした二つの説の一つでもある。
長崎の喫茶店で考案されたとする説もあるが、レストラントルコを喫茶店としているのかは不明。また喫茶店である「ツル茶ん」について毎日新聞は2008年から2009年にかけて「トルコライス発祥の店」と書いていた時期があったが、ツル茶ん自身は「元祖」ではないとしている。喫茶店の店名を「トリコロール」とする説については#トリコロール説を参照。

#### 松原三代治説
レストランマルゼンのシェフだった松原三代治がつくり、命名したとする説。女性の晴れ着姿をきっかけに上半身をライス、帯をカツ、着物の派手な柄の裾をスパゲティに見立てた。
2004年の「リブながさき」が有力とした三つの説の一つ。
当時、特殊浴場をトルコ風呂と呼ぶなど「トルコ」と名付けるのが流行っていたことから、それに便乗して命名したとされ、る。また当時人気を呼んでいたトルコ風呂にあやかり、「うんと精力をつけて頑張ってほしいから」という理由で命名したとする説もある。
長崎の郷土史家・中西啓はレストラン・マルゼンのコック長を創製者として、当初はトンカツではなくシシカバブを乗せていたとした。ただし松原は初めてメニューに出したトルコライスと同じレシピとしてシシカバブではなくトンカツを挙げている。

#### 地理的命名説
トルコライスを構成するそれぞれの料理をどこかの国・地域にあてはめ、その中間にある国がトルコだからとする説。2000年代半ば頃から、二つをつなぐ「架け橋」と表現されることもある。
チャーハンが中国、スパゲティがイタリア、トルコが東洋と西洋にまたがる国、中東発祥のピラフがアジア・イタリア料理のスパゲティがヨーロッパ、カレーがインド・とんかつが中国・スパゲティがイタリアなど、どの料理をどの国に例えるかにも諸説ある。
1993年の「リブながさき」では「中間説」として取り上げているが、自店舗での命名の証言としてではなく、聞いたことがあるとして紹介されていた。また、同誌ではトルコ人にトルコライスについて聞いた記事があり、そこではトルコライスの命名の由来としてではなく、トルコという国について「ブリッジ・カントリー、架け橋」であると説明されていた。
柏井寿は「最も有力なのが地理的命名説」とするが、ビストロボルドーではトリコロール説とともに長崎のタウン誌によって二十数年前に編集会議で仮説として作られ、書かれた物であるとして事実とは異なるとしている。俵慎一もまた、地元タウン誌の編集会議でたてた仮説だったと当時の編集者が後に明かしたとしている。なお2004年の「リブながさき」では思い付いた仮説や未確認の噂を取り上げたことがあったとして謝っているが、具体的にどの説がそうかは記していない。
また中間説・架け橋説とは別にピラフをトルコのアナトリア高原、トンカツをタウルス山脈、スパゲティをエーゲ海の海岸線に見立てた説を1993年の「リブながさき」がやはり伝聞として「トルコの地形説」と記し、日本経済新聞の連載「偏食アカデミー」では証言者を紹介した二つの説とは別に挙げた「諸説」の中で「地形説」として記している。伊丹由宇もまた「並べ方が、トルコの地形に似ている」説を挙げている。

#### トリコロール説
トリコロール（三色旗または店名）が転訛してトルコとなった説。
1993年の「リブながさき」でフランス国旗に代表される三色旗を挙げて「トリコロール説」として取り上げられているが、他の説と違い証言者、伝聞の紹介者のいずれも記されていなかった。
ビストロボルドーでは地理的命名説とともに長崎のタウン誌によって二十数年前に編集会議で仮説として作られ、書かれた物であるとして事実とは異なるとしている。俵慎一もまた、地元タウン誌の編集会議でたてた仮説だったと当時の編集者が後に明かしたとしている。なお2004年の「リブながさき」では思い付いた仮説や未確認の噂を取り上げたことがあったとして謝っているが、具体的にどの説がそうかは記していない。
柏井寿はトルコライスを最初にメニューに載せたのが「トリコロール」という店だったからという説を紹介し、続けて新説と称して3つの食材をフランス国旗に見立てた説を披露しているが、前述の通り1993年の時点で三色旗からのトリコロール説は言及されている。

#### 「よくわからない料理」説
トルコが当時あまり知られていなかったとして、「よくわからない料理」という意味に由来するという説。

## 関西地方
伊丹由宇は著書で、神戸と大阪には長崎とは全く異なる「トルコ・ライス」が存在すると記しているが、詳細は省くとしてそれ以上のことは書いていない。今柊二は「大阪、京都などの関西地方」にトルコライスがあるとしている。『京阪神の洋食』では大阪と京都の店を挙げつつ「関西トルコライス」とした。
2001年に朝日新聞が大阪で元祖を名乗る店として洋食店「イスタンブール」を取材している。炒めたケチャップライスの上に半熟に焼いた溶き卵とトンカツを乗せて、デミグラスソースをかけたもの。店主（当時67歳）が20代半ば頃にアルゼンチンの公園で見たトルコ人が食べていた弁当をヒントにして1963年にメニューにしたという。記事では大阪でトルコライスを出す他の店でもよく似ていたとする。今柊二はオムライスの上にトンカツが載ってデミグラスソースがかかっているとした。店名は元は「エビス」だったがトルコライスが有名になってそれに合わせて1989年に変更した。『Meets regional』2005年5月号が「スタンダード・トルコライス3傑。」としたうちの一つ。
柏井寿は京都の洋食店「のらくろ」のトルコライスについて、ケチャップ味の炒めご飯にひと口カツの卵とじがのり、デミグラスソースがかかったもので「洋風カツ丼」と表現し、「京都はおろか、他都市の洋食屋さんでもとんと見かけない」とした。今柊二は卵がプルプル震えるトロトロオムレツの中にケチャップライス、その上にビーフカツとし、2007年の44、5年前に店の主人が独自に考案したもので、「イスタンブール」とともにオムライスとカツという流れと記しているが、「大阪トルコ」「京都トルコ」と分けて書いていることもある。『Meets regional』2005年5月号が「スタンダード・トルコライス3傑。」としたうちの一つで、約40年前にナポリタンのライス版として作ったとする。
俵慎一は大阪のトルコライスとよく似た料理として福井県越前市武生のボルガライスを挙げている。
周達生は塚口駅前のイタリア料理店に豚カツを用いたトルコライスの写真があったとしている。
関西地方にはまた別のタイプのトルコライスを出している店もある。
今柊二はまた大阪の「ゼニヤ食堂」のトルコライスについても記している。鉄板の上に玉ネギや肉など親子丼の具のようなものが載り、生卵が落とされていて、具の下に隠れていたご飯はカレー味だったという。2007年時点で店は35年目だった。『Meets regional』2005年5月号も「スタンダード・トルコライス3傑。」とは別に掲載し、洋風ドンブリを目指したとしている。
NHK「食彩浪漫」は2009年2月28日の放送で神戸の「ピザハウスF」を取り上げ、テキストにトルコライスを掲載し「香ばしく炒めたご飯にカレーをかけ、生卵をトッピングした」と記している。

## 横浜・川崎地区
今柊二が「横浜・川崎地区」にある「ケチャップライスの中にカツが入った長崎と違うタイプ」としているもの。「中入れ方式」とも呼び、また「横浜・川崎型トルコライス」「京浜トルコ」とも記している。俵慎一はケチャップライスとカツをまぶすと表現している。
川崎市の中華料理店「かどや」は戦後まもなく渋谷駅前の大衆食堂「渋谷食堂」で食べたものを後になってまねたという。渋谷食堂は現在の渋谷の万葉会館だが、万葉会館には当時のメニューは残っていないという。東急東横線沿線の多くの店でメニューに加わったが、姿を消していったという。俵慎一は「ケチャップライス＋トンカツデミグラスソース＋ケチャップライスという三層構造」とする。
本牧の「キッチンさし田」は1975年に移転して来る前は蒲田のミスタウンという映画館街にあり、その頃からトルコライスがメニューにあったという。俵慎一は「洋食系のポークカツレツのテイストのトンカツ」が「一口サイズに刻まれていて、ケチャップライスに隠されている」とする。
横浜の「ミツワグリル」ではもともとケチャップライスの中にトンカツが入っていたのを、一見してカツが入っているのがわからないとしてカツを上にのせるようになったとする。店主は名前の由来について「トルコ式サウナのように中に入っているからトルコライスという説もあった」と述べている。
今柊二はこれらの店舗の調査から戦後の東京南部・川崎・横浜ではトルコライスはそれほど特別なメニューではなく、親しまれたメニューであったと判明するとした。

## その他
地域で同じタイプのトルコライスを出している複数の店があるかは不明ながら、他にも長崎とは異なるタイプのトルコライスを出している店がある。また文献や映画にもトルコライスが見られる。

### 東京
東京には横浜・川崎地区のトルコライスの源流とは異なるトルコライスもある。
1963年（昭和38年）にニユートーキヨーが数寄屋橋店でカツとハヤシライスなどを組み合わせた料理をトルコライスとして出し、人気を集めたという。
2001年に朝日新聞が東京で元祖を名乗る店として千代田区の大衆食堂「フジ」を取材している。ケチャップライスの上にキャベツの千切りを敷いてトマトソースをかけた豚カツがあったとする。店主が約20年前、本で見たトルコ料理をまねたが、写真が不鮮明でトンカツとケチャップライスに見えたという。「偏食アカデミー」でも同姓同名の店主で「富士食堂」として紹介している。
なおどのような料理だったかは不明ながら1930年（昭和5年）の『東京名物食べある記』では洋食をやっていた銀座の「東京パン」に「メキシコライス、トルコライス等」があったことを記している。また伊勢丹新宿店の社員食堂では1936年（昭和11年）3月第1週月曜日の夜の献立でトルコライスを選択できた。

### 稚内
いくつか有名店があったとされるが、俵慎一が取材した時には食べられる店は一軒しか確認できなかったという。ライスにチキンカツをのせ、カレールウとハヤシソースを半々にかけたもの。他の店ではトンカツだったり、チキンライスだったりしたとする。元祖とされる店のトルコライスは長崎のトルコライスが元だとも、と記している。

### 明治時代の文献
小菅桂子は日本経済新聞の連載「偏食アカデミー」にて（長崎のトルコライスと）「同じものかどうかは別にして」「明治時代の文献にすでに登場している」としたが、具体的な文献は挙げなかった。
福澤諭吉が創刊した「時事新報」の料理コーナー「何にしよう子（ね）」（明治26年10月21日号）にある「土耳其めし」は、鶏肉または牛肉のスープで炊いたご飯をバター炒めにしたものである。
また村井弦斎の小説『食道楽 秋の巻』でも「第二百四十八 ペラオ飯」に「土耳古飯即ちペラオと云ふお料理」、「第二百六十一 料理の粋」には「ペラオの様な米料理は土耳古風から出て居る」と言及があり、さらに「附録 西洋料理の部」では「第一 ペラオ飯 と申すのは土耳古風の極く手軽なお料理」に始まって「第八 サフラン飯」「第十 土耳古飯」などが挙がっている。伊丹由宇は「長崎のトルコ・ライスとは関係ないようだ」とし、産経新聞は「ペラオ飯」に「ピラフ」と括弧書きしている。

### フランス料理
オーギュスト・エスコフィエは著書『Le Guide Culinaire』（邦題『エスコフィエ・フランス料理』）に「Riz à la Turque」（リ・ア・ラ・テュルク。米、トルコ風）を記している。「Riz Pilaw」（リ・ピロウ。ピラフ）を作る際の注ぎ汁にサフランを一緒に入れ、煮あがった後フォンデュ・ドゥ・トマトを混ぜるものとした
鈴本敏雄『仏蘭西料理献立書及調理法解説』も「RIZ」（米飯料理。RICE）の中に「― à la Turque」を挙げて「サフランの粉末 Cayenne, Smyrna raisins 及び生牛酪を加へて調製するものとす。」としている。
深澤侑史も著書『西洋料理』の「第2章 米飯料理」に「5 リー・ア・ラ・テュルック(Riz à la Turque)」を挙げてトマトとサフランを用いた複数の料理法を記し、「この米飯はサフランを加えた米飯はチュルックと称えられる」としている。また著書『西洋料理500種』では「ポルトガル風ご飯(Riz à la Portugaise)」の応用として「トルコ風バターご飯」を挙げ、ピローご飯(Riz Pilaw)を作る際にトマトとサフランを加える料理法を記した。
なお『フランス 食の事典』では「トルコふう（―風、à la Turque）」について「トルコまたはオスマン文化を想起させる料理に用いる表現」としている。またサフランピラフは現在のトルコでは見かけないという。
荒田勇作は『荒田西洋料理（仔牛・粉・御飯料理編）』の「Timbale タンバル料理」に「Timbale de riz turque（Turkish rice. ハムライスに豚肉の棒フライのせトルコ・ライス）」を挙げて「これはトルコ・ライスと称し、大衆向きの安価なライス料理である」と記した。トマト色をつけたハム混ぜライスを丼に盛り、豚肉を棒切りにしてパン粉をつけて揚げたものを上に並べて片側にカレーソース、片側にドゥミグラスをかけるとしている。

### 映画『山の音』
1954年公開の映画「山の音」で45分過ぎの一場面に東京近辺でロケをしたと思われる街頭の店先にメニューとしてカレーやチキンライス、ハヤシライスとともにトルコライスを表記した飲食店の立て看板がチラリと右下に写っているが、どのような料理だったかは分からない。